# Бойча (великокняжеский герб)
Бойча (Ягеллонский крест; пол. Bojcza, Boycza; лат. Boyncza) — герб Ягеллонов, часть герба Великого княжества Литовского «Погоня». В Польше герб появляется в конце XIV века.

## Описание
В первоначальном виде: в лазуревом щите, золотой шестиконечный Патриарший крест. В XVI веке крест становится серебряным.
После заключения Люблинской унии о создании Речи Посполитой в 1569 году у креста или щита доминирующим становится красный цвет: красный крест на серебряном поле; серебряный крест на красном поле; золотой крест на красном поле.

## История
Герб с шестиконечным крестом сформировался после заключения Кревской унии в 1385 году и католического крещения Владислава II Ягайлы в 1386 году как личный герб Польского короля и Великого князя Литовского, а затем стал гербом и династии Ягеллонов. Герб был помещён на щите всадника — гербе Великого княжества Литовского.
В первой половине XV века сложились два варианта герба ВКЛ: У Ягайлы — всадник с мечём и «Бойчей», у Витовта — такой же всадник, но с «Колоннами». Угасание рода Кейстутовичей предопределило предопределило победу герба ВКЛ с «Бойчей».
Обычно на гербе Ягайло у креста поперечины расположены в верхней части, и верхняя поперечина короче нижней. Однако крест может изображаться и с двумя равными по длине поперечинами; при этом они могут располагаться не только в верхней части фигуры. Византийский патриарший крест считался символом победы над язычеством и в то время в Польском королевстве символизировал победу христианства в политике. Первоначально в гербе изображался золотой крест на лазуревом щите. В конце XVI века появляется другой цветовой вариант герба — в червлёном (красном) поле золотой крест. К середине XIX века красный цвет щита становится доминирующим.
Своё название «Бойча» герб получил в середине XV века.
Распространена версия, что двойной крест Ягайло позаимствовал с герба Венгрии, женившись на Ядвиге — принцессе Венгрии и Польши. Историк М. Загоруйко считает, что это противоречит существовавшей геральдической практике. Гербом Венгрии был «в червлёном поле серебряный патриарший крест, лапчатый на концах,  венчающей зелёную гору о трёх вершинах» (корона появилась в XVII веке). Если бы Владислав Ягайло позаимствовал свой символ с герба Венгрии, то по правилам геральдики он бы взял полную композицию, сохранив красный цвет щита и зелёную гору. Однако, цвета венгерского герба ещё не были жёстко фиксированы и могли изображаться по-разному.

Гербы Венгерского королевства в XIV—XV веках
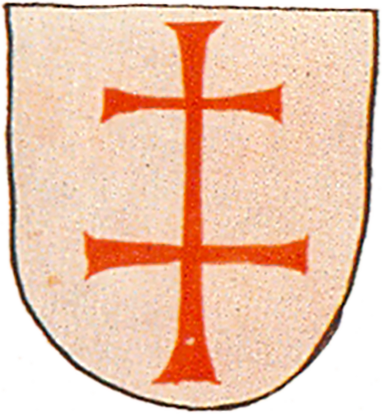
Герб короля Венгрии Ласло I Святого (1046—1095). Из гербовника 1459 г.
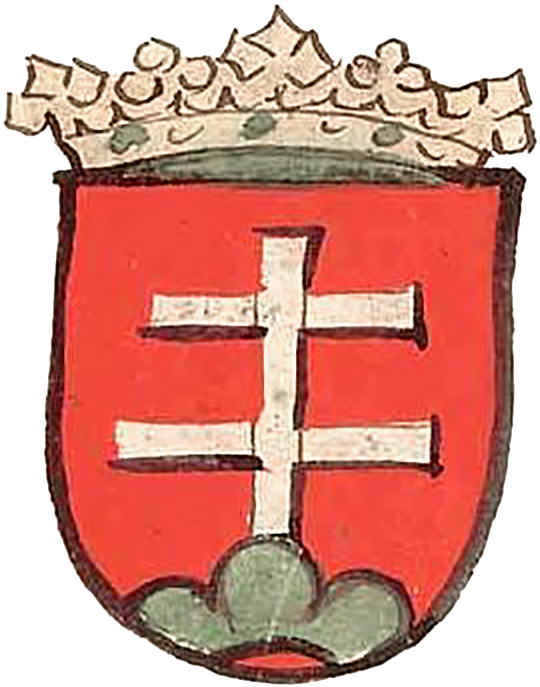
Герб короля Венгрии Святого Стефана (970/975—1038). Из гербовника 1464 г.
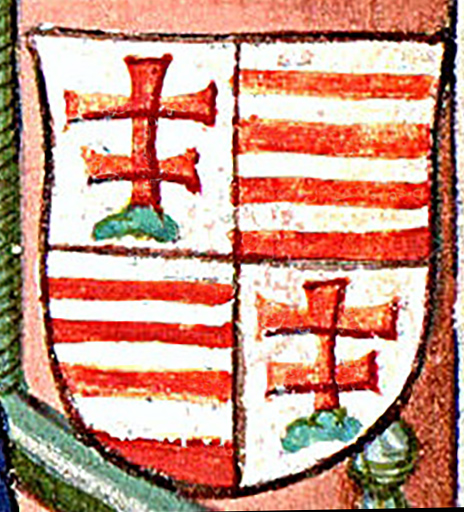
Герб короля Венгрии Людовика I Великого (1326—1382) из Венгерской хроники[чеш.] 1473 г.
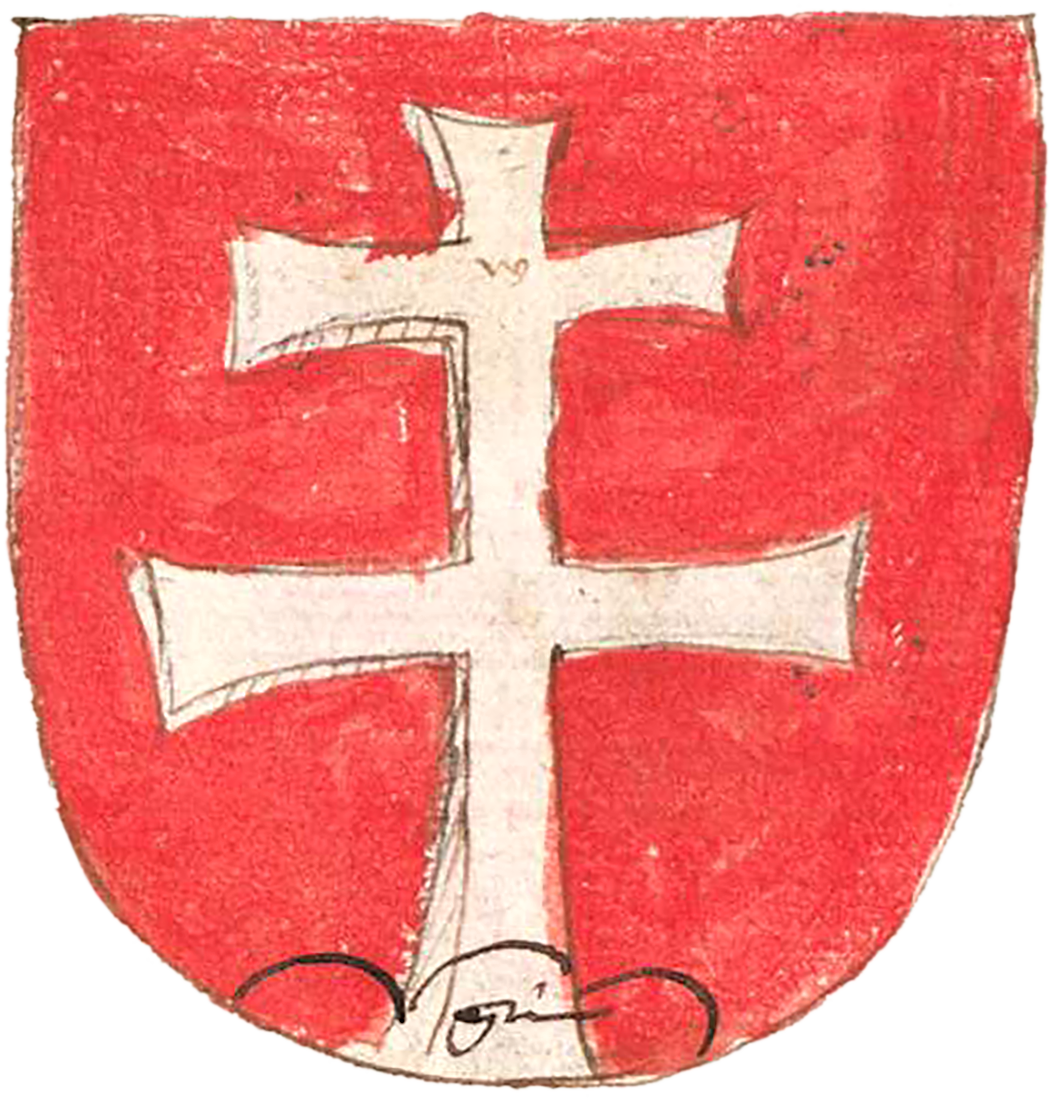
Герб короля Венгрии с крестом, 1380. Из гербовника 1475—1500 гг.

Изначально крест помещался на королевских печатях на отдельном щите над основным гербом. Это расположение подразумевает родовой, а в случае Ягайло и личный характер герба. Показательно, что отдельный щит с двойным ягеллонским крестом изображался только на королевских печатях — на печатях некоронованных потомков польских королей и Польских королей или Великих князей Литовских из династии Ягеллонов этот герб не фигурирует, что подтверждает его близкое родство с личностью польского короля. Уникальность двойного креста подчеркивается тем, что герб появлялся на печатях в привилегированном, родовом положении, сопровождая большой герб, которые включают Польского Орла, Погоню, герб Великой Польши, Куявии и, в случае печати Яна Ольбрахта, также Галицко-Волынской Руси.
Во время правления Казимира Ягеллончика герб претерпевает изменения: поперечные перекладины приобретают одинаковую длину и располагаются симметрично на вертикальном столбе, на равном расстоянии от его концов.
Дальнейшая судьба двойного креста ставит под сомнение его роль как династической эмблемы Ягеллонов. На большой коронной печати Яна Ольбрахта герб появляется под основным гербом, что предполагает его родовую интерпретацию. Изменение расположения герба, а значит, и его толкования, оказалось постоянным, и отныне герб всегда будет фигурировать на печатях польских королей в ряду земельных гербов. Можно предположить, что он перестал выполнять функцию герба династии и стал выполнять роль герба-притязания на венгерский трон. В XV веке двойной крест мог фигурировать и как герб Венгрии, и как герб Ягеллонов. Геральдические фигура в виде тройной горы была вариативной и не всегда изображалась в венгерском гербе, а корона была добавлена только в XVII веке.
После заключения Люблинской унии о создании Речи Посполитой в 1569 году у креста или щита появляется красный цвет. После смерти в 1572 году последнего представителя династии Ягеллонов на троне (Сигизмунд II Август) в гербе появляется третья перекладина для шляхты, не являющейся королями. В гербовнике Б. Папроцкого 1584 года приведено именно такое изображение, но без описания.
Два средневековых источника содержат цветное изображение или описание этого герба: гербовник Stemmata Polonica (ок. 1555 г.) и «Клейноты»  (1464—1480) Яна Длугоша, где указано, что герб имеет синее поле. В Stemmata Polonica дополнительно показан цвет креста — серебряный.
В современной Литве Ягейлонский крест называют «Крестом Витиса».

Герб Ягайло
Герб Ягайлы. Из гербовника Armorial Lyncenich, XV век
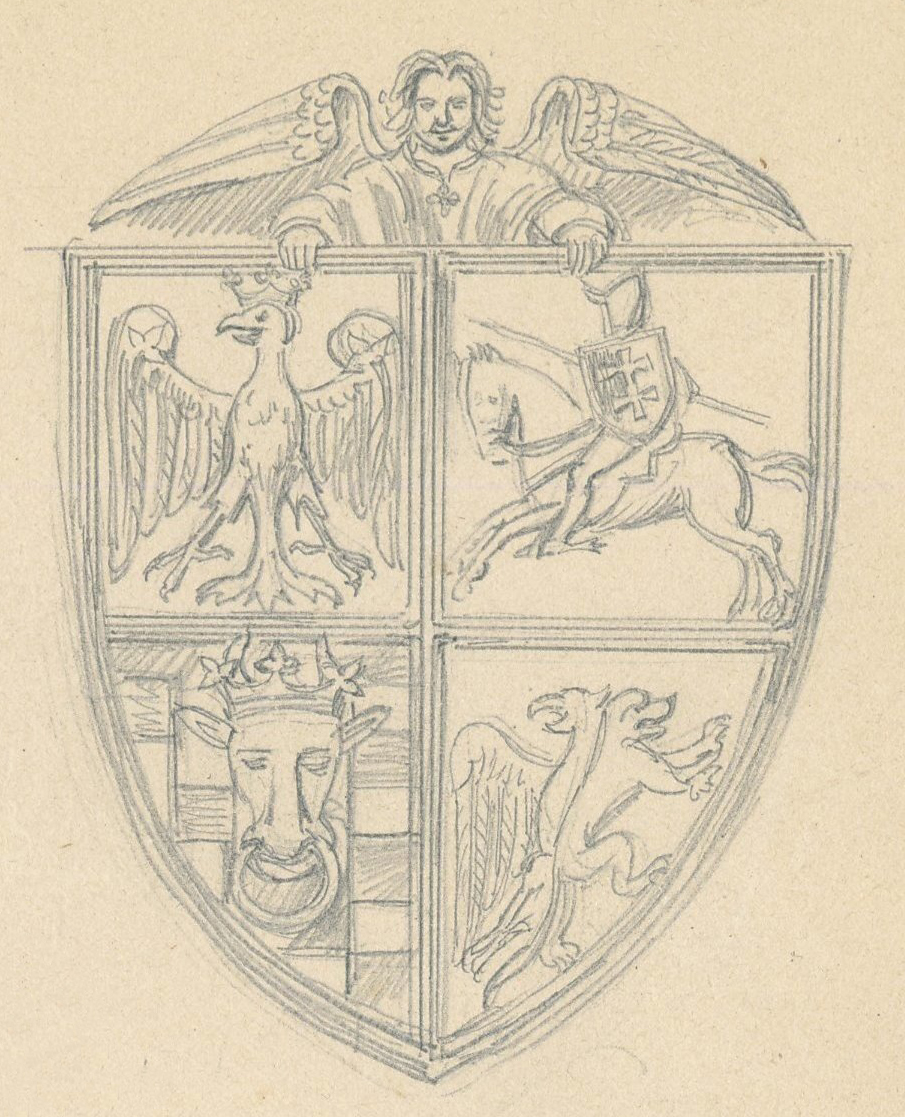
Герб с печати Ягайло, 1386
Монета Ягайло, 1386–1392
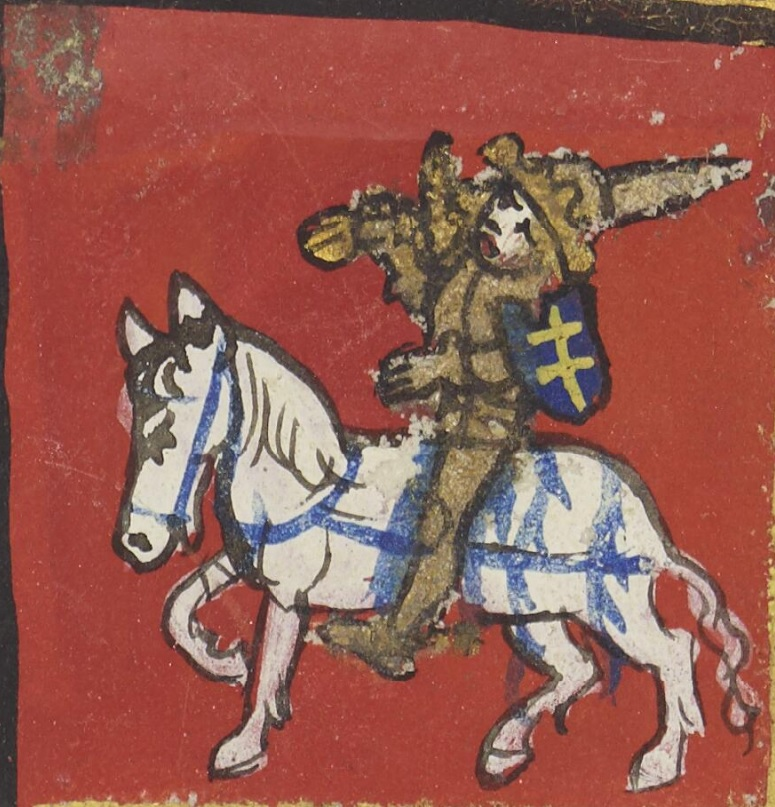
Фрагмент флага ВКЛ, использованный во время Констанцского собора 1416 года
Герб «Погоня» на могильной плите Ягайло, 1435

Гербы Ягеллонов
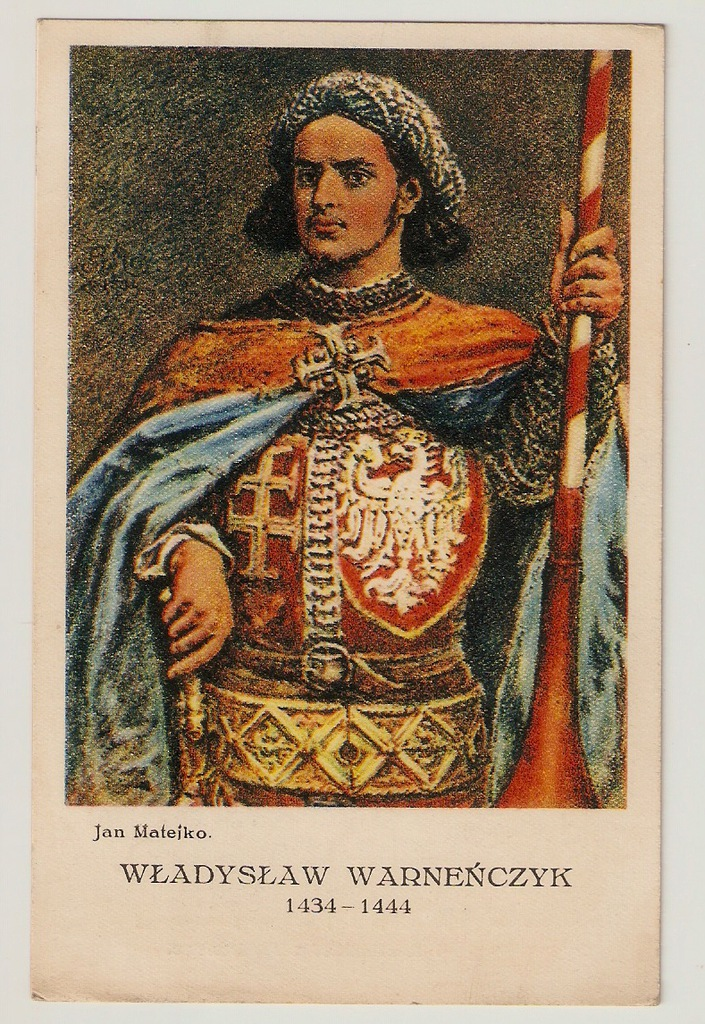
Портрет Владислава Варненчика, короля Польши и Венгрии в 1434—1444 гг.
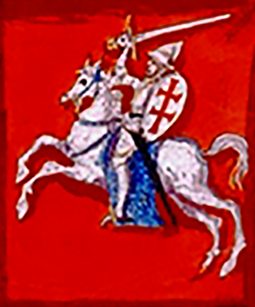
Бойча на гербе Казимира IV. После 1447 г.
Фрагмент герба Великого княжества Литовского из хроники Ульриха Рихенталя, 1536
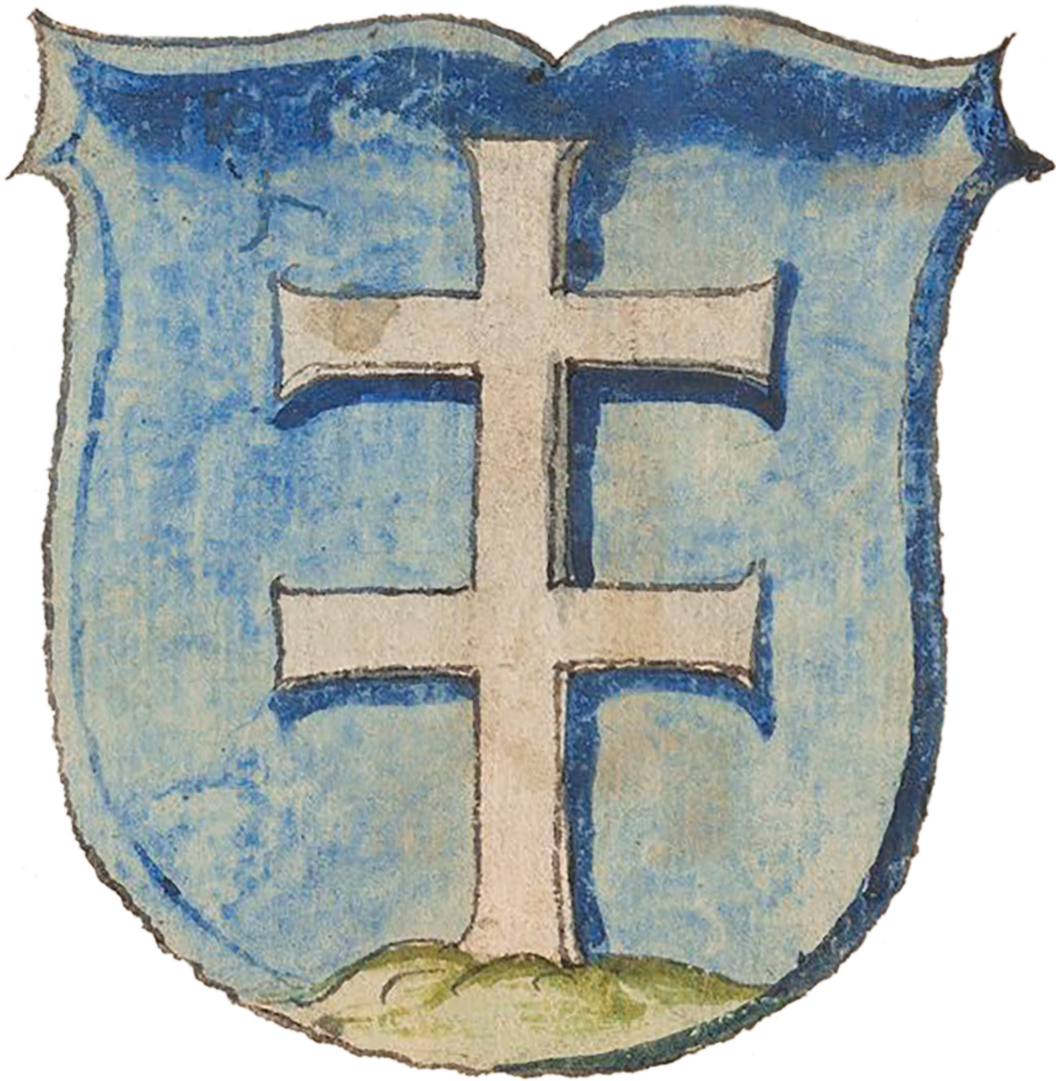
Из гербовника Stemmata Polonica[пол.], середина XVI века
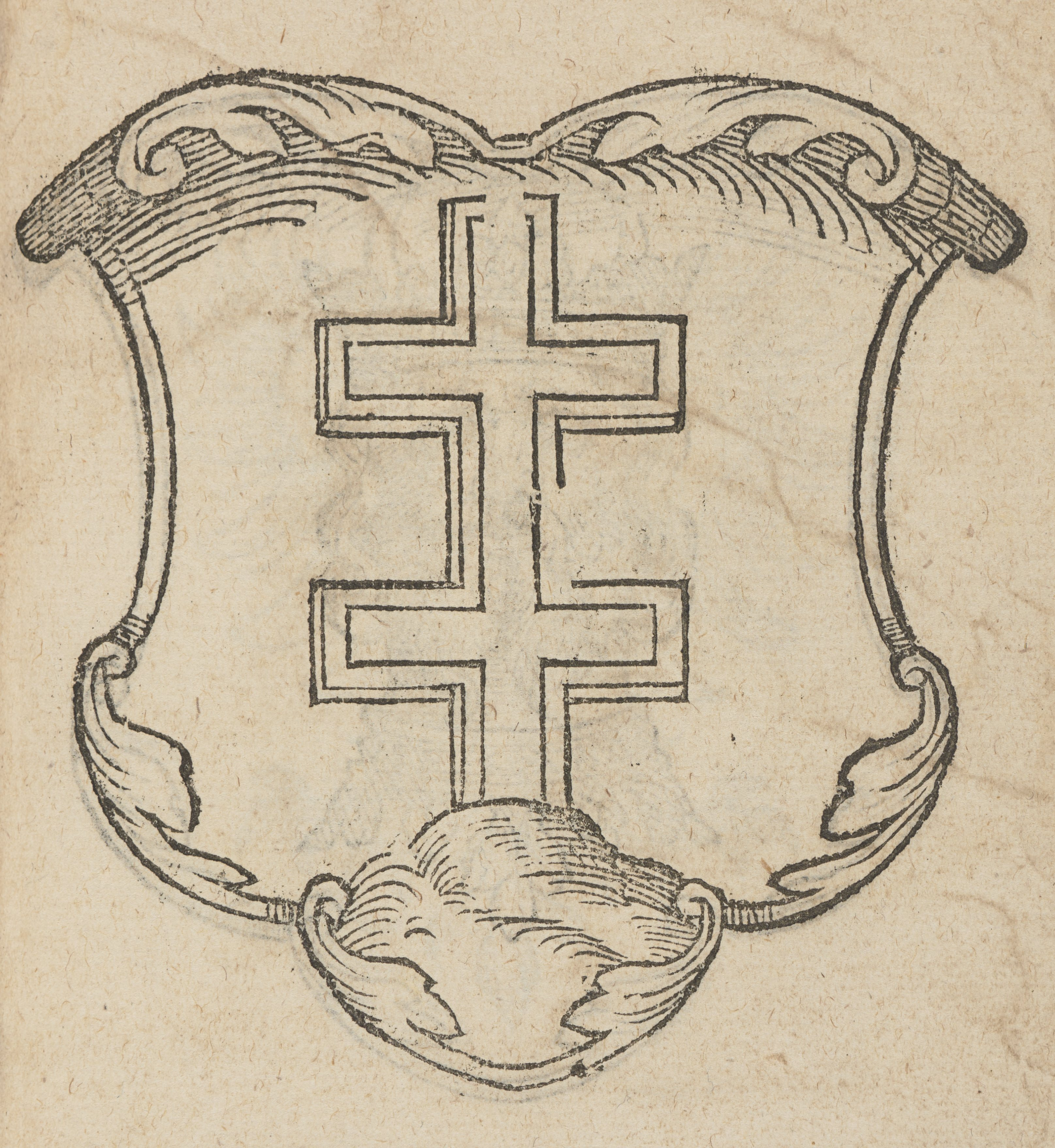
Из гербовника Arma regni Poloniae, 1562
Герб Спишского староства Речи Посполитой на основе герба Венгрии. Рис. по описанию 1575 г.
Бойча с гобеленов[пол.] из королевского замка[пол.] в Кракове, 1555 г.
Бойча с гобеленов[пол.] из королевского замка[пол.] в Кракове, 1555 г.
Шляхетский герб Бойча из гербовника Б. Папроцкого, 1584
С герба Погоня на воротах города Вильна «Острая брама», Кон. XVI — нач. XVII вв.
Герб c флага Великого княжества Литовского, 1764